# Bataille de Pesaro
Guerre napolitaine
Batailles
Batailles des Cents-Jours
Campagne du duc d'Angoulême
- Ajaccio
- Bonifacio
- Montélimar
- Loriol

Campagne de Belgique
- Ligny
- Quatre-Bras
- Waterloo
- Wavre

Campagne de France de 1815
- Maubeuge
- Huningue
- La Souffel
- Vélizy
- Rocquencourt
- Sèvres
- Issy

Guerre napolitaine
- Panaro
- Ferrare
- Occhiobello
- Carpi
- Casaglia
- Ronco
- Cesenatico
- Pesaro
- Scapezzano
- Tolentino
- Ancône
- Castel di Sangro
- San Germano
- Gaète

Guerre de Vendée et Chouannerie de 1815
- Les Échaubrognes
- L'Aiguillon
- Aizenay
- Sainte-Anne-d'Auray
- Cossé
- Saint-Gilles-sur-Vie
- Redon
- Les Mathes
- Muzillac
- Rocheservière
- Thouars
- Auray
- Châteauneuf-du-Faou
- Guérande
- Fort-la-Latte

La bataille de Pesaro se déroula au XIXe siècle pendant la guerre napolitaine.

## La bataille
L'armée principale napolitaine, commandés par son roi, Joachim Murat, abandonnait la ville Ancône et battait en retraite vers le sud, à la suite d'une série de défaites dans le nord de l'Italie. Les Napolitains étaient poursuivis par un corps autrichien, sous le commandement d'Adam Albert von Neipperg. Pendant la nuit du 28 avril 1815, 400 hussards et chasseurs à pied autrichiens réussirent un raid dans le camp napolitain. Les Autrichiens capturèrent 250 hommes et ne subirent que des pertes légères, le reste des Napolitains prit la fuite pendant la nuit.

## Sources
- (en) Détails de la bataille de Pesaro